# David Navas
Pour les articles homonymes, voir Navas.
Navas  Chica est un nom espagnol. Le premier nom de famille, en général paternel, est Navas ; le second, en général maternel, souvent omis, est Chica.
David Navas Chica, né le 10 juin 1974 à Ávila, est un coureur cycliste espagnol, professionnel de 1998 à 2007.

## Palmarès

### Palmarès amateur
- 1996
  - Tour de la communauté de Madrid :
    - Classement général
    - Prologue et 4e étape

  - 5e étape du Tour d'Ávila
  - 5e étape du Tour de Palencia
- 1997
  - Gran Premio Ruta a la Vera
  - Trofeo PC Paloma
  - Trofeo del Santísimo Cristo de Gracia
  - Semaine aragonaise
  - 2e du Tour de Salamanque

### Palmarès professionnel
- 2000
  - Prologue du Grande Prémio do Minho
  - 2e du Grande Prémio do Minho
- 2003
  - 3e du Mémorial Manuel Galera
- 2004
  - 2e étape du Tour de Castille-et-León (contre-la-montre par équipes)
  - 2e du Tour de Castille-et-León

## Résultats sur les grands tours

### Tour de France
1 participation
- 1999 : 98e

### Tour d'Espagne
2 participations
- 2003 : 71e
- 2006 : 126e

### Tour d'Italie
3 participations
- 1999 : 84e
- 2001 : 88e
- 2005 : abandon